# Estación de Pakal Ná-Palenque
Pakal-Ná es una estación ferroviaria situada en Palenque (Chiapas). La estación está construida en el terreno del antiguo aeropuerto, el cual está entre los poblados de Pakal Ná. En un futuro la estación se podra conectar con la estación de Palenque del Tren Maya.

## Historia

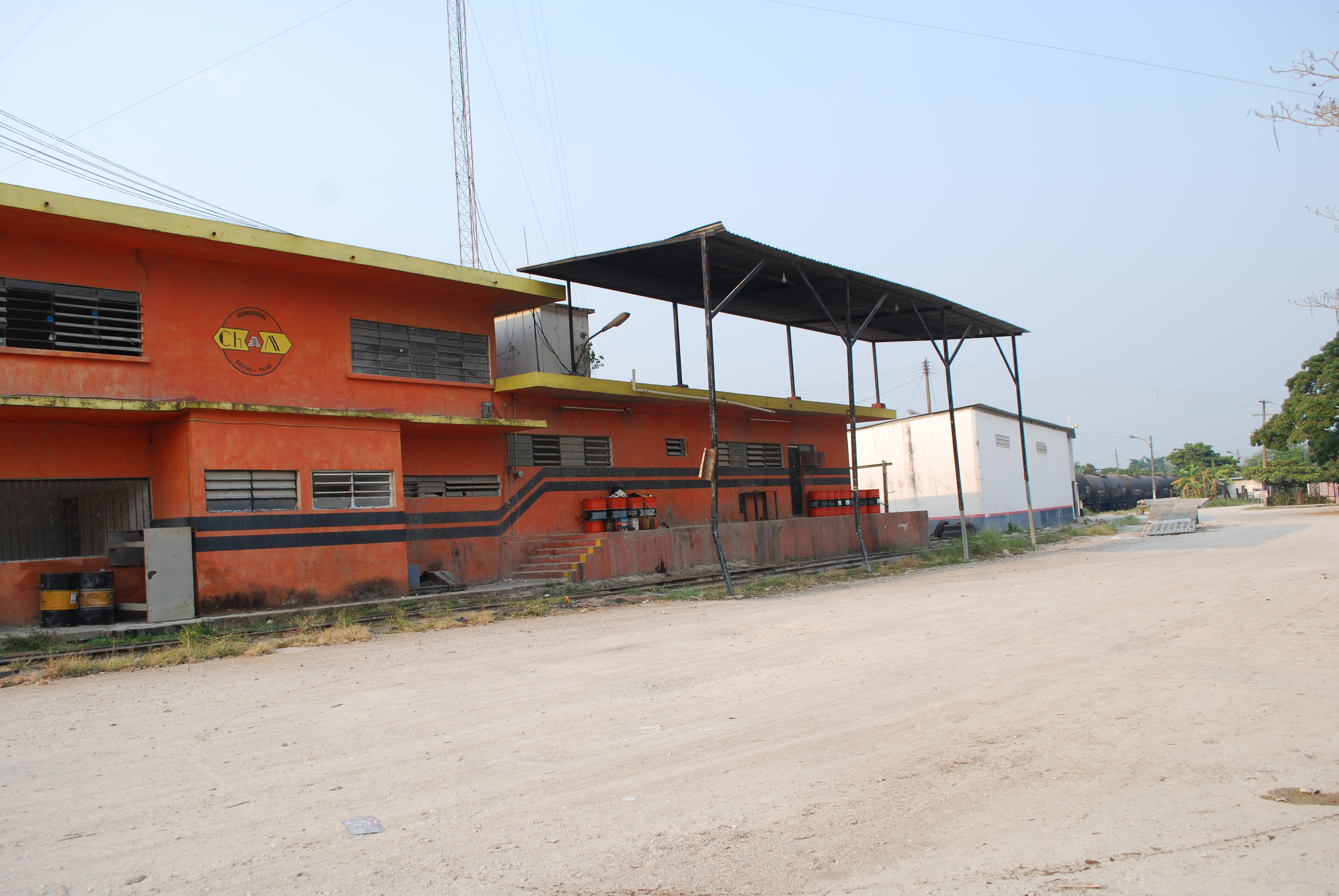
Fachada de la antigua estación en 2011.

La estación fue modernizada como parte del proyecto del Corredor Interoceánico del Istmo de Tehuantepec (CIIT) rescatando la antigua estación, siendo el 13 de septiembre de 2024 el día de la reinuaguración del servicio de pasajeros en la línea FA de Coatzacoalcos a Palenque.